# Den nezávislosti (Spojené státy americké)

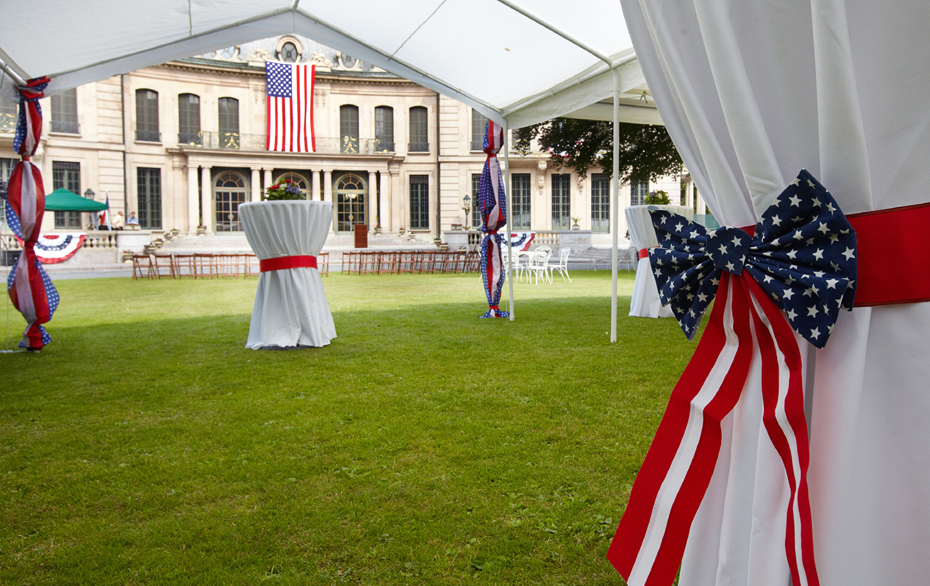
Oslava Dne nezávislosti USA v rezidenci velvyslance USA v Praze.

Den nezávislosti, anglicky Independence Day, (v USA známý spíše jako „the Fourth of July“ nebo „July Fourth“, také 4th of July) je státní svátek oslavující přijetí Deklarace nezávislosti Spojených států dne 4. července 1776 Druhým kontinentálním kongresem. Touto deklarací Spojené státy uplatnily svou nezávislost na Velké Británii vyhlášením základních práv člověka a soupisem stížností proti britské říši.

## Historické pozadí
2. července 1776 schválil Druhý kontinentální kongres Rezoluci nezávislosti, a tím i oddělení 13 původních amerických kolonií z nadvlády Velké Británie. Autorem rezoluce byl Richard Henry Lee a rezoluce informuje o tom, že kolonie již nejsou pod britskou nadvládou.
Dva dny na to, 4. července 1776, byla schválena i Deklarace nezávislosti Spojených států amerických. Za hlavního autora deklarace je považován třetí prezident Spojených států amerických Thomas Jefferson. Cílem deklarace bylo zdůvodnění, proč došlo k vyhlášení nezávislosti. 
Velká Británie uznala samostatnost USA v roce 1783 Pařížským mírem, čímž byla ukončena i válka za nezávislost. 

## Oslavy a zvyky
Oficiálním federálním svátkem byl Den nezávislosti uznán až v roce 1941, v tento den tak jsou všechny státní instituce uzavřeny.
Američané oslavují vznik svobodných Spojených států přehlídkami, společným grilováním masa, celodenními pikniky, baseballovými zápasy, soutěžemi, koncerty a v závěru dne velkolepými ohňostroji doprovázenými národní hudbou a dalšími různými událostmi veřejnými i soukromými, které oslavují historii, vládu a tradice Spojených států. Pyrotechnika se dá koupit na většině území USA, ale v některých státech je pyrotechnika zakázána nebo je omezována. Do těchto států se pak pyrotechnika pašuje. Často se stává, že oslavy pokračují i další dny, zvláště pak pokud 4. červenec není o víkendu, opět ale záleží na konkrétním státu USA.
Dekorace jsou laděny do trikolory (červená, modrá, bílá), v Nové Anglii staví pyramidy ze sudů, které jsou po setmění zapalovány. První týden v červenci bývá jeden z nejvíce vytížených období v roce, co se cestování týče.
Velvyslanectví USA v Praze hostí u příležitosti Dne nezávislosti tradiční recepci na rezidenci velvyslance, na kterou jsou zvány významné osobnosti kulturního i politického života. V době komunismu nechyběli mezi pozvanými čeští disidenti.